# Cataglyphis isis
Cataglyphis isis är en myrart som först beskrevs av Auguste-Henri Forel 1913.  Cataglyphis isis ingår i släktet Cataglyphis och familjen myror. Inga underarter finns listade.